# Surry (Maine)
Surry – miasto w Stanach Zjednoczonych, w stanie Maine, w hrabstwie Hancock.